# Сильва, Альфонсо
Альфонсо Сильва Пласерес (исп. Alfonso Silva Placeres; 19 марта 1926, Лас-Пальмас — 16 февраля 2007, Констанц) — испанский футболист, выступавший на позиции полузащитника.

## Клубная карьера

### Канарские острова
Сильва начал играть в футбол в школе францисканцев в Лас-Пальмас-де-Гран-Канарии. Его первой командой была «Санта Каталина», из которой вышли и другие именитые канарские футболисты. В возрасте 17 лет он присоединился к клубу «Реал Виктория», где выиграл чемпионат Канарских островов 1942 года и дважды стал чемпионом Канарской лиги. Они снова выиграли чемпионат в 1946 году.

### «Атлетико Мадрид»
После своих достижений на Канарских островах Силва подписал контракт с мадридским «Атлетико» в сезоне 1946/1947. В сезонах 1949/1950 и 1950/1951 помог столичному клубу стать национальным чемпионом. В 1956 году он был исключен из-за дисциплинарных проблем со стороны тренера Антонио Барриоса. В результате слияния нескольких клубов в столице Канарских островов был создан спортивный клуб «Лас-Пальмас», который проявил интерес к Сильве. Мадридская команда не хотела дешево продавать свою звезду, учитывая, что у них были предложения от других клубов, таких как «Милан» или лиссабонский «Спортинг».

### «Лас-Пальмас»
9 января 1957 года — день, когда Альфонсо Сильва подписывает контракт с «Лас-Пальмасом» за 300 000 песет. Слава игрока была такова, что его первую тренировку посетило более 2000 человек. Он оставался в клубе до тех пор, пока не завершил карьеру в сезоне 1958/1959. В общей сложности он сыграл 42 матча за «Лас-Пальмас» и забил 14 голов. В интервью газете Mundo Deportivo Сильва сделал следующее заявление: «Представьте, как я рад играть в „Лас-Пальмасе“. Я с Канарских островов и из Лас-Пальмаса!».

## Карьера за сборную
Дебют за национальную сборную Испании состоялся 2 января 1949 года в товарищеском матче против сборной Бельгии (1:1), в котором также отметился забитым голом. Был включён в состав на чемпионат мира 1950 года в Бразилии, где сыграл только в проигрышном матче против сборной Швеции (1:3). Всего Сильва сыграл за сборную 5 матчей и забил 1 гол.

### Статистика выступлений за сборную
| Матчи и голы за сборную | Матчи и голы за сборную | Матчи и голы за сборную | Матчи и голы за сборную | Матчи и голы за сборную | Матчи и голы за сборную | Матчи и голы за сборную | Матчи и голы за сборную |
| №                       | Дата                    | Место                   | Соперник                | Результат               | Голы                    | Турнир                  | Прим.                   |
| ----------------------- | ----------------------- | ----------------------- | ----------------------- | ----------------------- | ----------------------- | ----------------------- | ----------------------- |
| 1                       | 02.01.1949              | Барселона               | Бельгия                 | 1-1                     | 28′                     | Товарищеский матч       |                         |
| 2                       | 20.03.1949              | Оэйраш                  | Португалия              | 1-1                     |                         | Товарищеский матч       |                         |
| 3                       | 27.03.1949              | Мадрид                  | Италия                  | 1-3                     |                         | Товарищеский матч       |                         |
| 4                       | 16.07.1950              | Сан-Паулу               | Швеция                  | 1-3                     |                         | ЧМ 1950                 |                         |
| 5                       | 18.02.1951              | Мадрид                  | Швейцария               | 1-0                     |                         | Товарищеский матч       | 46'                     |

## Достижения

### «Атлетико Мадрид»
- Чемпион Испании: 1949/50, 1950/51
- Обладатель Кубка Эвы Дуарте: 1951